# Communauté de communes du Pays Orne-Moselle
Ne doit pas être confondu avec Communauté de communes du Pays de l'Orne.
La communauté de communes du Pays Orne-Moselle (CCPOM) est une communauté de communes française située dans le département de la Moselle en région Grand Est.

## Histoire
La communauté de communes du Pays Orne-Moselle est créée le 4 octobre 2000, par arrêté préfectoral du 4 avril 2000.
Elle comporte 13 communes situées le long de la vallée de l'Orne ainsi que sur un plateau au sud de cette rivière, appelé « La Montagne » et qui entre dans la composition du nom de plusieurs localités.

## Composition
La communauté de communes est composée des 12 communes suivantes :

| Nom                     | Code Insee | Gentilé                   | Superficie (km2) | Population (dernière pop. légale) | Densité (hab./km2) |
| ----------------------- | ---------- | ------------------------- | ---------------- | --------------------------------- | ------------------ |
| Rombas (siège)          | 57591      | Rombasiens                | 11,69            | 9 534 (2022)                      | 816                |
| Amnéville               | 57019      | Amnévillois               | 10,46            | 10 853 (2022)                     | 1 038              |
| Bronvaux                | 57111      | Bronvallois               | 1,57             | 504 (2022)                        | 321                |
| Clouange                | 57143      | Clouangeois               | 3,01             | 3 591 (2022)                      | 1 193              |
| Marange-Silvange        | 57443      | Marangeois et Silvangeois | 15,24            | 6 517 (2022)                      | 428                |
| Montois-la-Montagne     | 57481      | Montoisiens               | 7,1              | 2 717 (2022)                      | 383                |
| Moyeuvre-Grande         | 57491      | Moyeuvriens               | 9,59             | 7 320 (2022)                      | 763                |
| Moyeuvre-Petite         | 57492      | Moyeuvriens               | 5,43             | 443 (2022)                        | 82                 |
| Pierrevillers           | 57543      | Pierrevillois             | 5,83             | 1 460 (2022)                      | 250                |
| Roncourt                | 57593      | Roncourtois               | 6,73             | 1 048 (2022)                      | 156                |
| Rosselange              | 57597      | Rosselangeois             | 5,35             | 2 403 (2022)                      | 449                |
| Sainte-Marie-aux-Chênes | 57620      | Quercussiens              | 10,19            | 4 512 (2022)                      | 443                |
| Vitry-sur-Orne          | 57724      | Vitryiens                 | 7,61             | 2 929 (2022)                      | 385                |

## Administration
Le conseil communautaire est composé de 53 délégués, dont 13 vice-présidents.
| Période                                  | Période  | Identité        | Étiquette | Qualité                                                                            |
| ---------------------------------------- | -------- | --------------- | --------- | ---------------------------------------------------------------------------------- |
| Les données manquantes sont à compléter. |          |                 |           |                                                                                    |
|                                          | En cours | Lionel Fournier | PS        | Maire de Rombas (depuis 1995) Conseiller général du canton de Rombas (depuis 2011) |